# York (Pensilvania)
York es una ciudad ubicada en la parte sur centro de Pensilvania. Según censo del año 2000 la población fue de 40 862 habitantes. York es la sede del Condado de York.

## Historia
York fue fundada en 1741 por colonos de la región de Filadelfia, y recibió su nombre de la ciudad inglesa del mismo nombre. Fue incorporada como borough el 24 de septiembre de 1787, y como ciudad el 11 de enero de 1887. Durante la Guerra de Independencia de los Estados Unidos (1775–1783), York fue la capital temporal del Congreso Continental. Los Artículos de la Confederación fueron esbozados en York, aunque no fueron ratificados hasta marzo de 1781.

## Bandera
York (Pensilvania), recibe la denominación en inglés de The White Rose City (La Ciudad de la Rosa Blanca) debido al sobrenombre de la Casa de York en la Guerra de las Rosas, que tuvo lugar en Reino Unido en el siglo XV. Esta rosa fue tomada para la bandera de la ciudad.

## Conflicto de Capitales
York, al igual que un sinnúmero de ciudades de los Estados Unidos presume de ser la 1.ª Capital de los Estados Unidos, esto debido a que durante la Guerra de Independencia de los Estados Unidos hubo un gran desorden político, y el Congreso Continental se establecía en lugares temporales, esto aún se disputa, pero York tiene las suficientes pruebas, aunque otras ciudades de Nueva Jersey no se quedan atrás, solo el tiempo lo solucionará.

## Educación
El School District of the City of York (Distrito Escolar de la Ciudad de York) es el encargado de toda la educación del distrito.

## York Fair
La Feria de York, conocida como York Fair, también presume de ser la 1.ª feria de todos los Estados Unidos teniendo como eslogan: "America's First Fair" Es muy conocida en toda la región por sus juegos mecánicos, jacuzzis, comida y espectáculos, llevándose a cabo desde la 2.ª semana del mes de septiembre- 10 días en adelante
Una lista de algunos años de los artistas que han destacado en York Fair:
- 1996

- 1997
  - Alan Jackson

- 1998
  - Backstreet Boys

- 1999
  - Britney Spears[2]
  - 98 Degrees

- 2000

- 2001[3]
  - Alabama (Banda)
  - Brooks & Dunn
  - Kenny Chesney
  - Journey
  - Ted Nugent
  - O Town
  - REO Speedwagon
  - Lee Ann Womack

- 2002
  - Jeff Foxworthy
  - Aaron Carter

- 2003

- 2004

- 2005[4]
  - Rascal Flatts
  - Blake Shelton
  - The Allman Brothers Band
  - Staind
  - Black Stone Cherry
  - Three Days Grace
  - Crossfade
  - Soil
  - Gretchen Wilson
  - Hank Williams, Jr.

- 2006
  - Dierks Bentley
  - The Charlie Daniels Band
  - Brad Paisley
  - Miranda Lambert

- 2007
  - Daughtry[5]
  - Carrie Underwood[6]
  - Lynyrd Skynyrd[7]
  - Hinder[8]
  - Papa Roach
  - Buckcherry

- 2008[9]
  - ZZ Top
  - Larry the Cable Guy
  - Daughtry (cancelado)
  - Seether
  - Breaking Benjamin
  - Brooks & Dunn (cancelado)
  - Danity Kane (cancelado)
  - Gavin DeGraw

- 2009[10]
  - Kelly Clarkson
  - David Cook
  - Trace Adkins
  - Jeff Dunham

## Transporte público
La Rabbit Transit Buses (RTB) proporciona autobuses a la ciudad y las cercanías rurales; su sede se encuentra por el centro.

## Comercio
La mayor parte del comercio se concentra en los centros comerciales de la ciudad, en pequeñas "groceries" y "stores" regionales.

## Ciudades hermanadas
York es oficialmente hermanada
con:

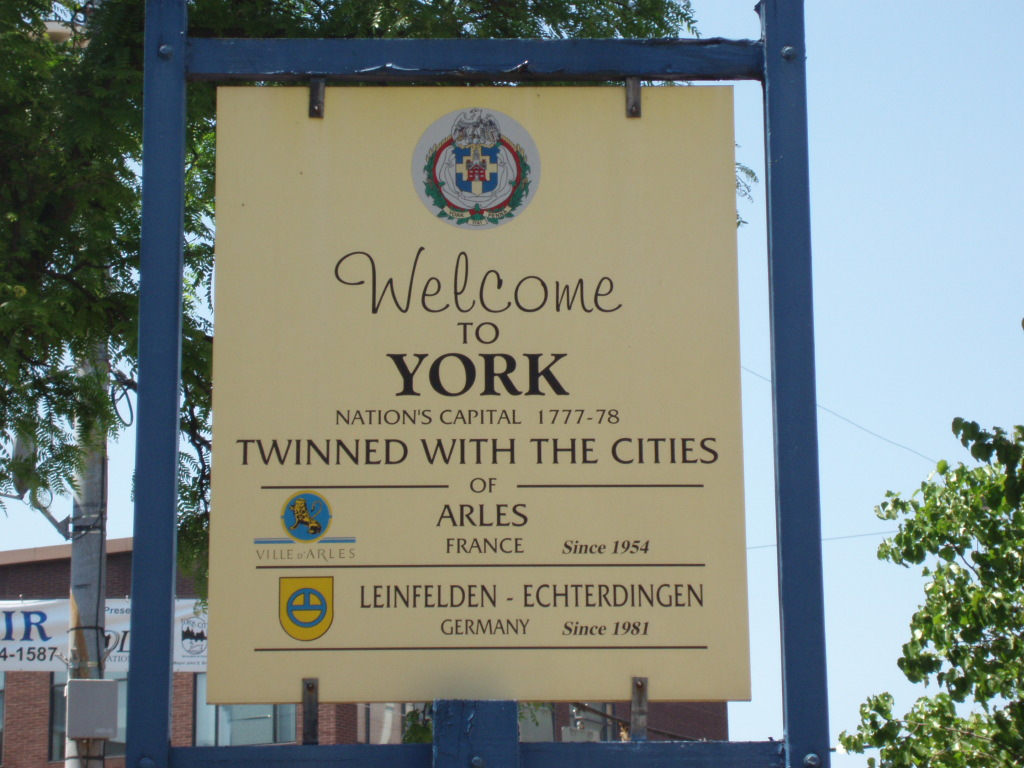
Una "Letrero de Bienvenidos" Destacando las ciudades Hermanadas de York

- - Arlés, Francia — desde 1954
- - Leinfelden-Echterdingen, Alemania — desde 1981